# Страшното езеро (заслон)
 Тази статия е за заслона.  За езерото вижте Страшното езеро.  
Заслон Страшното езеро се намира на 2463 m надморска височина, на северния бряг на Страшното езеро в Рила.
Представлява едноетажна каменна постройка. Капацитетът на заслона е 16 места. Разполага с външни санитарни възли. Не е водоснабден и електрифициран, отоплението е с печки на твърдо гориво.
Той е пункт от „Е-4“ в отсечката хижа Мальовица – Поповокапски превал – заслон Кобилино бранище – хижа Рибни езера.

## Съседни туристически обекти
1. хижа Мальовица – 2:30 часа.

2. Учебен център и хотел Мальовица (през Йончево езеро) – 3:00 часа

3. хижа Мечит (през Лопушки връх) – 5:30 часа

4. заслон Кобилино бранище – 2:00 часа

5. Рилски манастир (през заслон Кобилино бранище) – 5 часа

6. хижа Рибни езера – 6:00 часа

7. връх Попова капа – Купените – от 0:30 часа до 1 час без маркировка, само за опитни туристи с добра физическа подготовка.